# Possidius von Calama
Possidius von Calama (* um 370; † um 437; genaue Lebensdaten sind unbekannt) war ein spätantiker Mönch und Bischof von Calama in Numidien sowie Schüler und Wegbegleiter des Augustinus von Hippo und lebte in dessen Konvent.
Im Konflikt des Augustinus gegen den Donatismus und den Pelagianismus stand er seinem Lehr- und Beichtvater zur Seite und verfasste nach dessen Tod (430) diverse Traktate sowie eine relativ unvollständige und fehlerhafte Vita des Augustinus von Hippo, die erst später von verschiedenen Historikern ergänzt wurde. Die Biographie über Augustinus gleicht sich im Stil der Schriftsätze seines Vorbildes Sueton an.

„Ich lebte mit ihm (Augustinus) über 40 Jahre in Freundschaft zusammen.“

Er nahm an mehreren Konzilen teil und wurde zusammen mit Alypius und Augustinus ausgewählt, die katholischen Bischöfe bei dem Treffen mit den Donatisten in Karthago 411 zu vertreten, wo er eine aktive Rolle übernahm.

## Ausgaben
- H. T. Weiskotten: Vita S. Augustini. London 1919.
- Aurelius Augustinus, Possidius, Wilhelm Geerlings (Hrsg.): Vita Augustini. Zweisprachige Übersetzung (lateinisch/deutsch) mit Einleitung, 2005, ISBN 978-3-50671022-2.
- Moritz Kuhn: Philologischer Kommentar zur Vita Augustini des Possidius von Calama (= Jahrbuch für Antike und Christentum. Ergänzungsband, Kleine Reihe. Band 17). Münster 2023, ISBN 978-3-402-10929-8 (lateinischer Text, deutsche Übersetzung, Kommentar).